# Tibor Maracskó
Tibor Maracskó (ur. 8 września 1948 w Székesfehérvárze) – węgierski pięcioboista nowoczesny. Dwukrotny medalista olimpijski.
Brał udział w dwóch igrzyskach olimpijskich (1976, 1980). W 1976 indywidualnie zajął trzynaste miejsce, wspólnie z kolegami zajął trzecie miejsce w drużynie – partnerowali mu Szvetiszláv Sasics i Tamás Kancsal. W 1980 był piąty indywidualnie i drugi w drużynie, którą tworzyli również László Horváth i Tamás Szombathelyi. Na mistrzostwach świata zdobył złoto w drużynie w 1975, srebro w 1974 i 1979 oraz brąz w 1973 i 1977.